# Climat du Nigeria

Carte climatique du Nigeria montrant la classification de Köppen

Le climat du Nigeria est essentiellement tropical. Le Nigeria a quatre types de climat, deux saisons, et une température moyenne comprise entre 24 °C et 30 °C. L'année 2019 a été enregistrée comme l'année la plus humide du pays et 1983 comme la plus sèche, selon les données de l'Agence météorologique nigériane (NIMET).

## Climat du pays
Le climat au Nigeria est de quatre types. Selon le système de classification climatique de Köppen–Geiger, il est principalement tropical (Köppen : A) et sec (Köppen : B) dans certaines régions. Il peut être classé en quatre avec un climat de mousson tropicale dans la partie sud, un climat désertique chaud et des climats semi-arides chauds dans les parties nord, et un climat de savane tropicale dans les parties centrales du pays.

### Climat de mousson tropicale (Am)
Le climat de mousson tropicale peut être trouvé dans l'extrême sud du pays. Pendant la saison sèche, les régions avec ce climat ont une température moyenne mensuelle supérieure à 18 degrés Celsius (18 °C), tous les mois de l'année. Port Harcourt en est un exemple.

### Climat de savane tropicale (Aw)
Le climat de savane tropicale est également appelé climat tropical humide et sec, car il a tendance à avoir des saisons humides et sèches. Il peut s'agir soit d'une longue saison sèche, soit d'une saison des pluies relativement courte ; ou une longue saison des pluies et une saison sèche relativement courte. L'État de Lagos a par exemple, ce type de climat. Cependant, la plupart des régions centrales et méridionales ont également ce climat.

### Climat désertique chaud (Bwh)
Les températures moyennes mensuelles du climat désertique chaud (Bwh) dans le pays se situent normalement de 29 à 35 °C . Les zones avec ce type de conditions climatiques sont sablonneuses ou rocheuses et connaissent des précipitations moindres. Ce climat ne peut être trouvé que dans la région nord du Nigeria et même seulement dans quelques États.

### Climats semi-arides chauds (Bsh)
La majeure partie nord du Nigeria a des climats semi-arides chauds (Bsh). Les États de la nation avec ce type de climat connaissent peu de précipitations, de longs étés et sont généralement chauds toute l'année. Les États du Nord comme Kaduna, Jigawa et Sokoto en sont quelques exemples.

## Saisons
Le Nigeria a deux saisons par an : la saison sèche et la saison des pluies.

### Saison sèche
La saison sèche s'accompagne de vents poussiéreux du nord-est où les températures à la mi-journée atteignent parfois 38 °C. Pendant la saison sèche, il y a moins de précipitations, plus de soleil et moins d'humidité. Cette période se situe entre octobre et avril. Il est normal de ressentir de l'harmattan et une période de sécheresse pendant cette période. L'harmattan apparaît généralement de décembre à janvier. 1983 détient le record de l'année la plus sèche que le Nigeria ait jamais connue depuis 1981.

### Saison des pluies
La saison des pluies dure d'avril à septembre ; elle est particulièrement active sur la côte sud-est, où les précipitations annuelles atteignent environ 3,30 m et où les températures dépassent rarement 32 °C. L'année 2019 détient le record de l'année la plus humide que le Nigeria ait jamais connue depuis 1981,.

## Température
La température mensuelle moyenne au Nigeria est comprise entre 24 °C et 30 °C. Les températures les plus élevées généralement observées durant la saison sèche dans le sud sont, entre février et avril de 39,5 à 39,9 °C ; elles sont de 42,9 à 44,5 °C au nord de mars à mai. En 2021, cette période a duré jusqu'en mai.
En 2020, le Nigeria a connu une légère augmentation de la température, les États du sud enregistrant une température moyenne moyenne de 30 à 32 °C alors que les états du nord avaient un record de 34 à 37 °C. L'année 2021 est l'année avec la température la plus élevée enregistrée au Nigéria en 40 ans.

## Changement climatique
Au fil des ans, le Nigeria est lentement devenu sujet à divers aléas dus au changement climatique. Les zones du sud et les régions côtières sont à risque d'inondation en raison de la montée du niveau de la mer. Les États du nord du pays connaissent des températures plus élevées, des précipitations moindres et sont menacés par la sécheresse et la famine, ce qui pourrait entraîner des problèmes de santé susceptibles de menacer la réalisation de l'ODD 3 (Bonne santé et bien-être).

### Action climatique
Le Nigeria a rejoint la Coalition pour le climat et l'air pur d'ONU Environnement en 2012 avec la volonté de réduire les polluants climatiques à courte durée de vie dans dix secteurs à fort impact. La contribution déterminée au niveau national (NDC) du Nigeria a été faite avec l'engagement de réduire les émissions de GES de 45 % conditionnellement d'ici 2030 après que le Nigeria a adopté l'Accord de Paris sous le régime du président Buhari. Le Nigeria a en outre adopté le projet de loi sur le changement climatique en novembre 2021. Un projet de loi qui montre l'engagement du pays dans une vision à long terme d'un objectif net zéro pour 2050 à 2070,.

## Conditions météorologiques extrêmes et dangers

### Vagues de chaleur
Selon l'Agence météorologique nigériane (NIMET), le Nigeria, avec une température moyenne annuelle de 26,9 °C a connu des vagues de chaleur avec des températures supérieures à 35 °C et des fréquences de survenue élevées dans la partie nord du pays[réf. nécessaire]. La partie nord est plus vulnérable aux vagues de chaleur en raison du climat semi-aride chaud. En 2019, le Nigeria a connu une vague de chaleur dans les États du nord avec une température de 42,2 °C à Minna. Avec 46,4 °C en 2010, Yola a enregistré la température la plus élevée de la liste des pays et territoires touchés par des températures extrêmes.

### Inondations

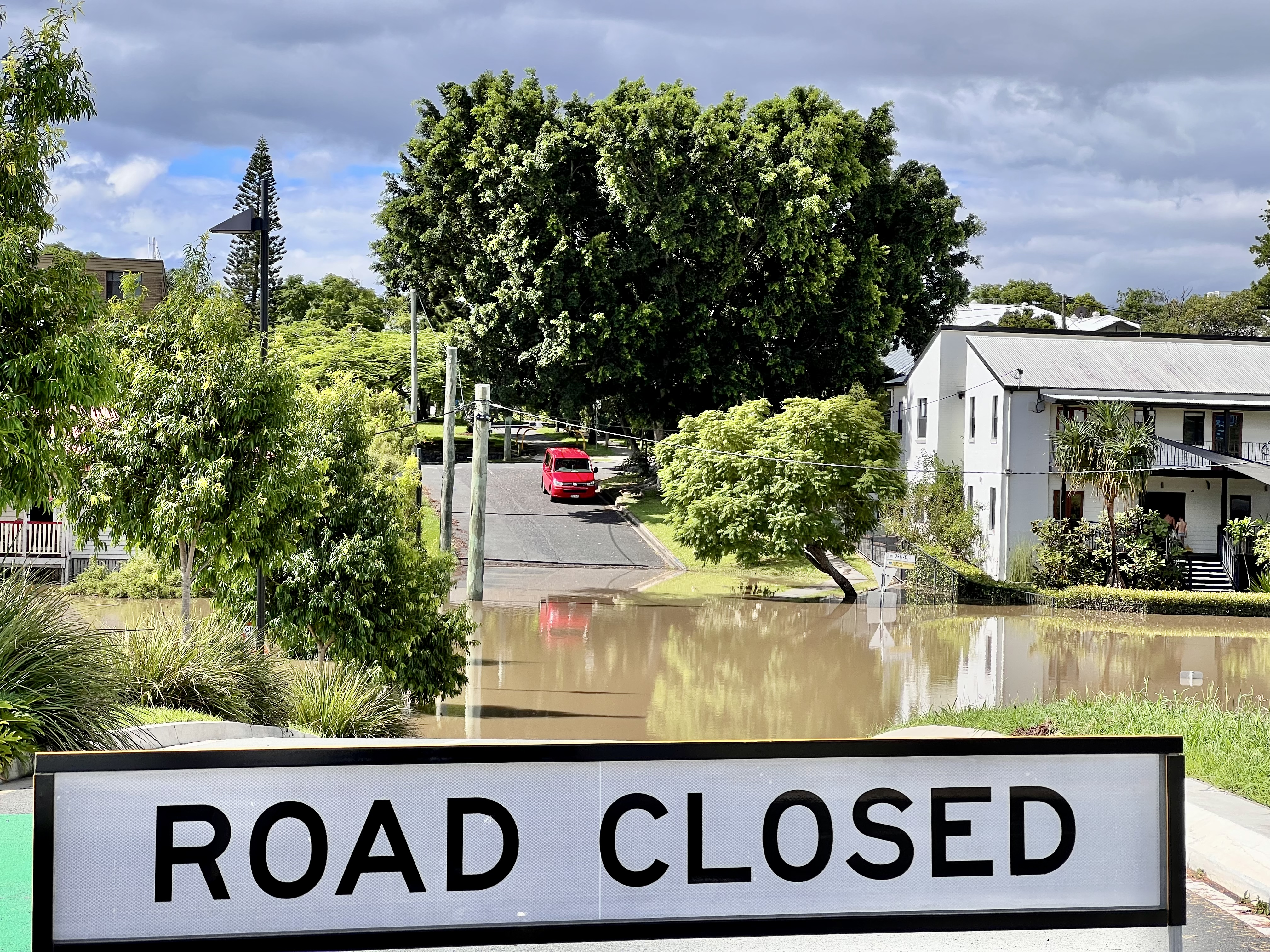
Inondations survenues à Mooney Street, Yeronga.

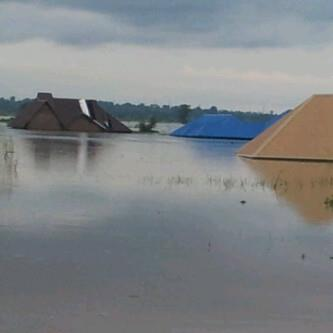
Maisons submergées à Makurdi, Nigeria en raison des inondations.

Pendant la saison des pluies, il n'est pas rare que les précipitations provoquent des inondations dans certaines parties du pays. En 2012, le pays a connu ses pires inondations depuis 40 ans avec une perte estimée à 2,6 billions de nairas. Au total, 363 personnes ont été tuées et plus de 2 100 000 déplacées,.
Les inondations de 2017 qui ont eu lieu pendant la saison des pluies dans l'État de Benue ont été une autre catastrophe qui a entraîné le déplacement d'un millier de personnes. En 2021, 32 des 36 États du Nigeria ont connu des inondations selon l'Agence nationale de gestion des urgences, qui a décompté 155 vies perdues entre août et octobre.

### Sécheresse
Le Nigeria fait également partie des pays qui ont souffert d'une grave famine lors de la sécheresse qui a frappé le Sahel en 2012.